# 钱绍钧
钱绍钧（1934年10月—），浙江平湖人，中华人民共和国政治人物、工程师，中国人民解放军少将，中国工程院院士。

## 生平
1951年至1952年，在清华大学物理系学习。1952年至1953年，在北京俄语专修学校留苏预备部学习。1953年至1956年，在北京大学物理系、技术物理系核物理专业学习。1956年4月，加入中国共产党。1956年至1959年，任北京大学技术物理系助教、专家翻译。1959年至1962年，在北京市科学技术委员会从事研究工作。1962年至1965年，在苏联杜布纳联合核研究所从事研究工作。
1965年至1966年，任第二机械工业部401所三室助理研究员。1966年3月，参加中国人民解放军。1966年3月至1973年，任国防科学技术委员会训练基地研究所三室十一组组长，主持核试验烟云样品分凝问题。1973年至1981年，任国防科委训练基地研究所七室副主任。1981年至1983年，任国防科委、国防科工委（国防科学技术工业委员会）试验训练基地研究所七室主任。1983年至1985年，任国防科工委试验训练基地副司令员。
1985年11月至1990年6月，任国防科工委试验训练基地（即中国人民解放军第二十一试验训练基地、中国核试验基地）司令员、基地党委副书记。1987年3月，任试验训练基地研究员。1990年6月至1999年1月，任国防科工委科学技术委员会正军职常任委员（1995年11月改为文职干部）。1995年5月，任中国工程院能源与矿业工程学部院士。1999年1月，任解放军总装备部科学技术委员会正军职常任委员。1988年9月，被授予少将军衔。
此外他还担任中共第十三届中央候补委员；中国核学会副理事长。